# Rudolf von Borries (Politiker)
Rudolf Hans Phillipp Franz Georg von Borries (* 12. August 1843 auf Gut Steinlacke, Kirchlengern; † 28. November 1890 in Düsseldorf) war ein deutscher Rittergutsbesitzer, Regierungsbeamter und Politiker.
Von 1870 bis 1890 war er Landrat des preußischen Kreises Herford in Westfalen.

## Leben
Borries wurde als Sohn der ursprünglich aus Minden stammenden Familie Borries aus dem Reichsadelstand auf dem Gut Steinlacke geboren, später war er dort Fideikommiss-Herr. Im Jahr 1863 legte er am Gymnasium in Hamm das Reifezeugnis ab und studierte danach in Heidelberg und Berlin Rechtswissenschaften. In Heidelberg wurde er 1863 Mitglied des Corps Vandalia. 1868 promovierte er in Berlin zum Doctor iuris utriusque (beider Rechte). Ab 1866 und nach der 1868 bestandenen Prüfung zum Gerichtsreferendar war Borries an verschiedenen Gerichten tätig. Nach dem Tod seines Vaters Georg von Borries wurde er am 6. Mai 1870 mit der Verwaltung des Landratsamtes im Kreis Herford beauftragt. Am 25. September 1870 wählte ihn der Kreistag in Herford einstimmig zum ersten Kandidaten für das Landratsamt und am 14. November 1870 erfolgte die Ernennung zum Landrat. Dieses Amt übte er bis zu seinem Tod im Jahr 1890 aus. Sein Nachfolger als Landrat wurde dann sein Bruder Georg von Borries. In den Jahren 1877 und 1878 verwaltete Borries zusätzlich das Landratsamt im Kreis Bielefeld.
Rudolf von Borries war evangelisch und verheiratet.

## Abgeordneter
Von 1874 bis 1877 war Borries für den Wahlkreis Regierungsbezirk Minden 2 (Herford – Halle in Westfalen) Mitglied des Reichstages, dort gehörte er zur Fraktion der Nationalliberalen Partei. Er war 1877 bis 1890 Mitglied des Provinziallandtages der Provinz Westfalen für den Wahlbezirk Minden-Ravensberg und stellvertretender Vorsitzender des Provinzialausschusses.

## Weitere Ämter und Auszeichnungen
Borries war Vorsitzender des landwirtschaftlichen Provinzial-Vereins für Westfalen und Lippe und Vorsitzender des landwirtschaftlichen Kreisvereins Herford. Er war auch Mitglied des Landesökonomiekollegiums.
Er war Träger des Roten Adlerordens III. Klasse mit der Schleife und des Preußischen Kronenordens IV. Klasse mit rotem Kreuz im weißen Feld.